# Eljudne
Eljudne (Eljudner; isl. Éljúðnir) – w mitologii nordyckiej duża sala w Helheim. Opisana w książce Gylfaginning. Po śmierci przebywa tam Baldur.